# Eckhard Klett
Eckhard Klett ist ein deutscher Wirtschaftswissenschaftler und Projektentwickler.

## Leben
Eckhard Klett ist seit 1981 Professor an der Hochschule Biberach für die Fächer Rechnungswesen, Organisation und Management sowie Immobilienprojektentwicklung. An der Hochschule Biberach ist er seit 2009 Dekan der Fakultät Betriebswirtschaft (Bau & Immobilien) und somit Nachfolger von Beate Braun, stellvertretender Vorsitzender des Hochschulrates, Leiter des Studentensekretariates und Zulassungsamtes. Außerdem ist Klett Studienberater und hat die Studienleitung des Studienganges MBA Internationales Immobilienmanagement an der Akademie der Hochschule Biberach. Weiterhin ist Klett Vertreter der Hochschule bei DIP (Deutsche Immobilien Partner) und Leiter des Steinbeis-Transferzentrums Bau- und Immobilienwirtschaft.
Klett ist auch Lehrbeauftragter an der Universität Karlsruhe.

## Werke
- Hans Mayrzedt, Norbert Geiger, Eckhard Klett, Thomas Beyerle und Gisela Götz: Internationales Immobilienmanagement: Handbuch für Ausbildung, Weiterbildung und Praxis. CH Beck 2007, ISBN 3-8006-3424-4

| Personendaten    | Personendaten                        |
| ---------------- | ------------------------------------ |
| NAME             | Klett, Eckhard                       |
| KURZBESCHREIBUNG | deutscher Wirtschaftswissenschaftler |
| GEBURTSDATUM     | vor 1981                             |